# Old Saybrook Center
Old Saybrook Center es un lugar designado por el censo ubicado en el condado de Middlesex en el estado estadounidense de Connecticut. En el año 2010 tenía una población de 2,039 habitantes.

## Geografía
Old Saybrook Center se encuentra ubicado en las coordenadas 41°17′25″N 72°22′12″O / 41.29028, -72.37000.